# 1В18
Машина управління вогнем артилерії 1В18 «Клен-1» — радянська машина управління командира артилерійської батареї призначена для забезпечення стрільби наземної артилерії вдень і вночі.

## Призначення
Машина управління вогнем артилерії 1В18 «Клен-1» розроблялася на початку 1970-х років на базі колісного бронетранспортеру БТР-60ПБ і призначалася для забезпечення артилерійських підрозділів польової артилерії типу батарея для управління вогнем. Для виконання визначених функцій машина оснащувалась спеціальних устаткуванням та обладнанням, частина якої розміщувалась у поворотній башті, з якої видалили все озброєння.
На машині залишили тільки один кулемет ПКМ з боєкомплектом у 600 набоїв, для ведення вогню з особистої зброї екіпажу призначалися чотири амбразури. 1В18 мав апаратуру топоприв'язки 1T121-1, артилерійську бусоль ПАБ-2А, артилерійський квантовий далекомір ДАК-1, нічний прилад спостереження ННП-21, прилад керування вогнем ПУО-9М, візири ДВ та ВОП та інше устаткування.